# Barney och Miss Beazley

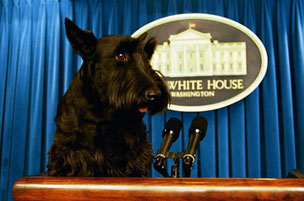
Barney

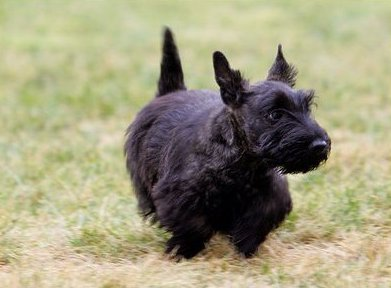
Miss Beazley.

För säkerhetsvakten med förnamnet Barney i spelet Half-Life, se Barney Calhoun.
Barney och Miss Beazley var hundar av rasen skotsk terrier tillhörande USA:s tidigare president George W. Bush och hans hustru Laura Bush. Barney var född 30 september 2000 och gick bort 1 februari 2013. Miss Beazley föddes 28 oktober 2004 och avled 17 maj 2014.
Ett av Barneys favoritintressen var att leka med fotbollar och han gillade även hästskor. 